# Seppo Hovinen
Seppo Juhani Hovinen (* 4. Februar 1951 in Virrat) ist ein ehemaliger finnischer Speerwerfer.
Beim Leichtathletik-Europacup 1975 in Nizza wurde er Dritter, bei den Olympischen Spielen 1976 in Montreal Siebter und bei den Leichtathletik-Europameisterschaften 1978 in Prag Zwölfter.
1976 und 1977 wurde er Finnischer Meister. Seine persönliche Bestleistung von 93,54 m stellte er am 23. Juni 1976 in Helsinki auf.
Er ist mit der Diskuswerferin Ulla Lundholm verheiratet.